# Bogyiszló
Bogyiszló ist eine ungarische Gemeinde im Kreis Tolna im Komitat Tolna. Sie ist berühmt für ihre Paprika.

## Geografische Lage
Bogyiszló liegt fünf Kilometer südöstlich der Kreisstadt Tolna und zehn Kilometer nordöstlich des Komitatssitzes Szekszárd am rechten Ufer der Donau. Am südöstlichen Rand des Gemeindegebiets mündet der Sió-Kanal in die Donau. Nachbargemeinden sind Fadd im Norden sowie Fajsz am gegenüberliegenden Ufer der Donau.

## Geschichte
Archäologische Funde haben ergeben, dass das Gebiet um Bogyiszló bereits zur Zeit der Awaren besiedelt wurde.  Im Jahr 1913 gab es in der damaligen Großgemeinde 700 Häuser und 2932 Einwohner auf einer Fläche von 15.657 Katastraljochen. Sie gehörte zu dieser Zeit zum Bezirk Kalocsa im Komitat Pest-Pilis-Solt-Kiskun.

## Politik

### Gemeindepartnerschaften
- Cernat, Rumänien
- Ciceu, Rumänien
- Utrine (Утрине), Serbien
- Schlitz, Deutschland

## Sehenswürdigkeiten
- Alter Eichenwald (Őstölgyes)
- Glasmosaikrelief (Üvegmozaik dombormű), erschaffen von László Bakó
- Heimatmuseum (Tájház)
- Nepomuki-Szent-János-Statue, in der Nähe der Mündung des Sió-Kanals
- Orchideenwald (Orchideás erdő)
- Reformierte Kirche, erbaut 1822
- Römisch-katholische Kirche Jézus Szíve, erbaut 1934 bis 1936
- Sándor-Petőfi-Statue (Petőfi Sándor szobra), erschaffen 1952 von György Baksa-Soós
- Szent-István-Statue, erschaffen von György Fusz
- Wappenmuseum (Jelvénymúzeum)
- Weltkriegsdenkmal

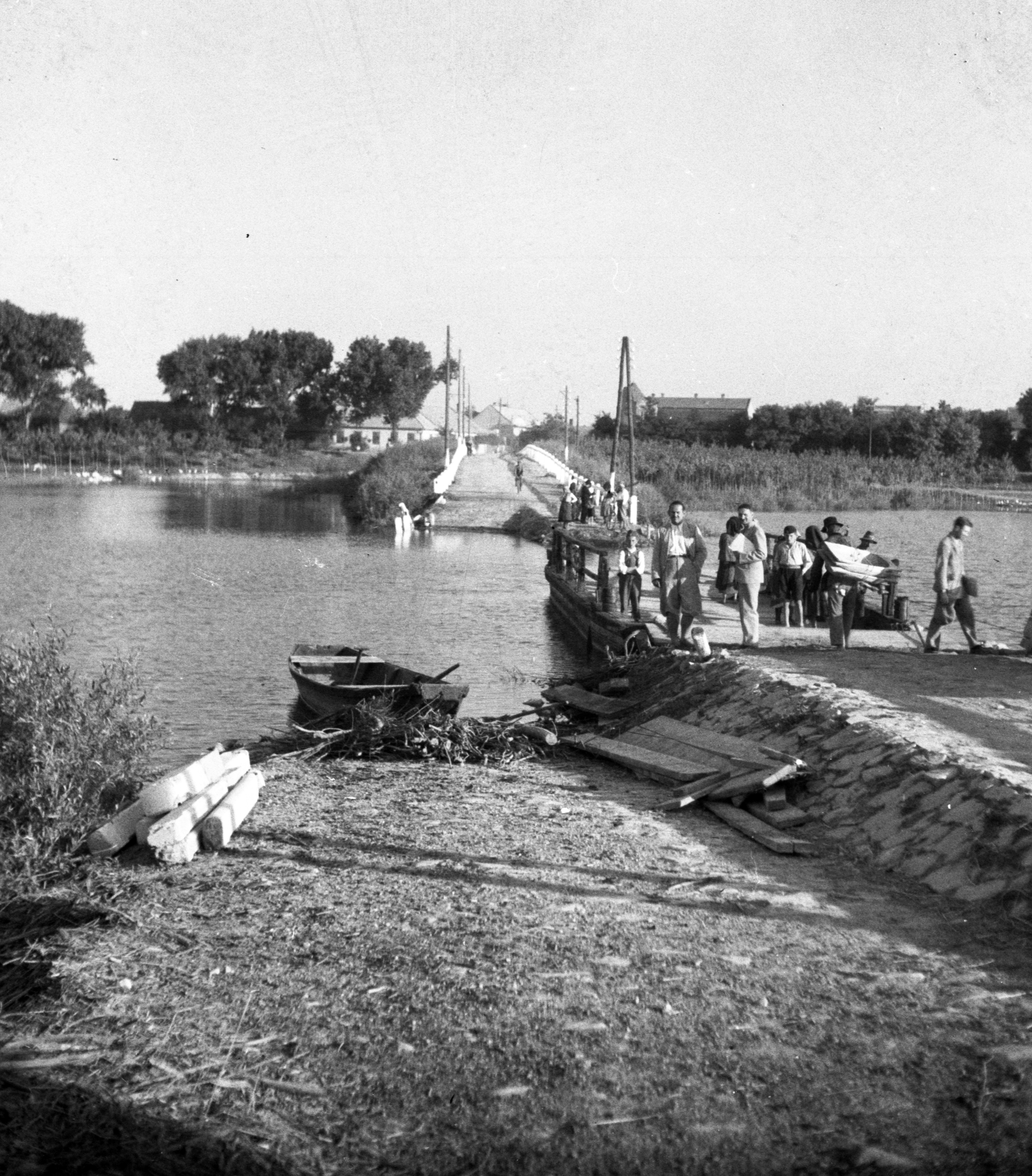
Fähre über einen Nebenarm der Donau bei Bogyiszló (1936)
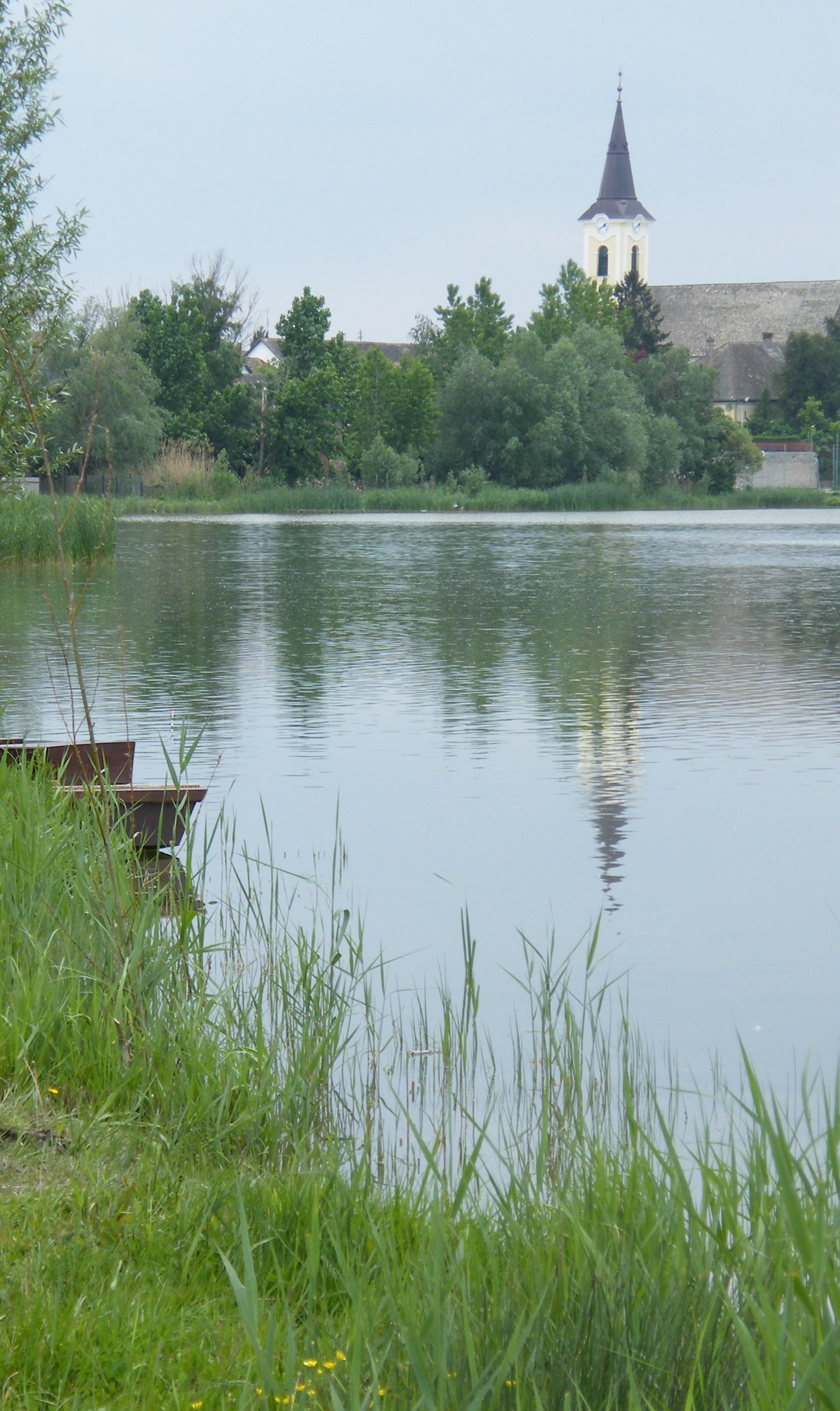
Blick auf die reformierte Kirche
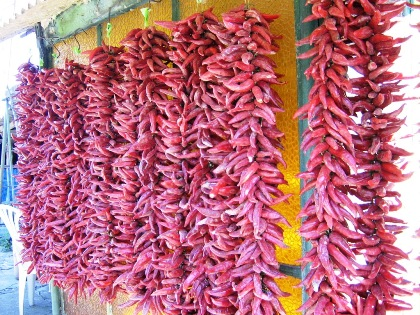
Gewürzpaprika
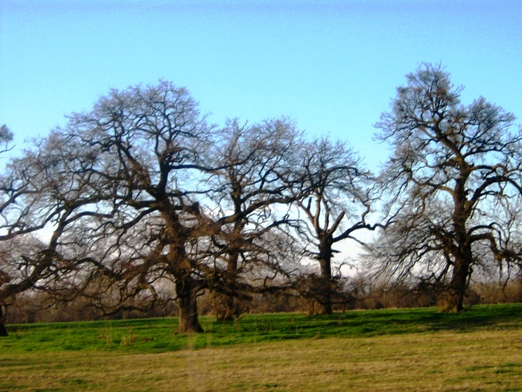
Alter Eichenwald (Őstölgyes)
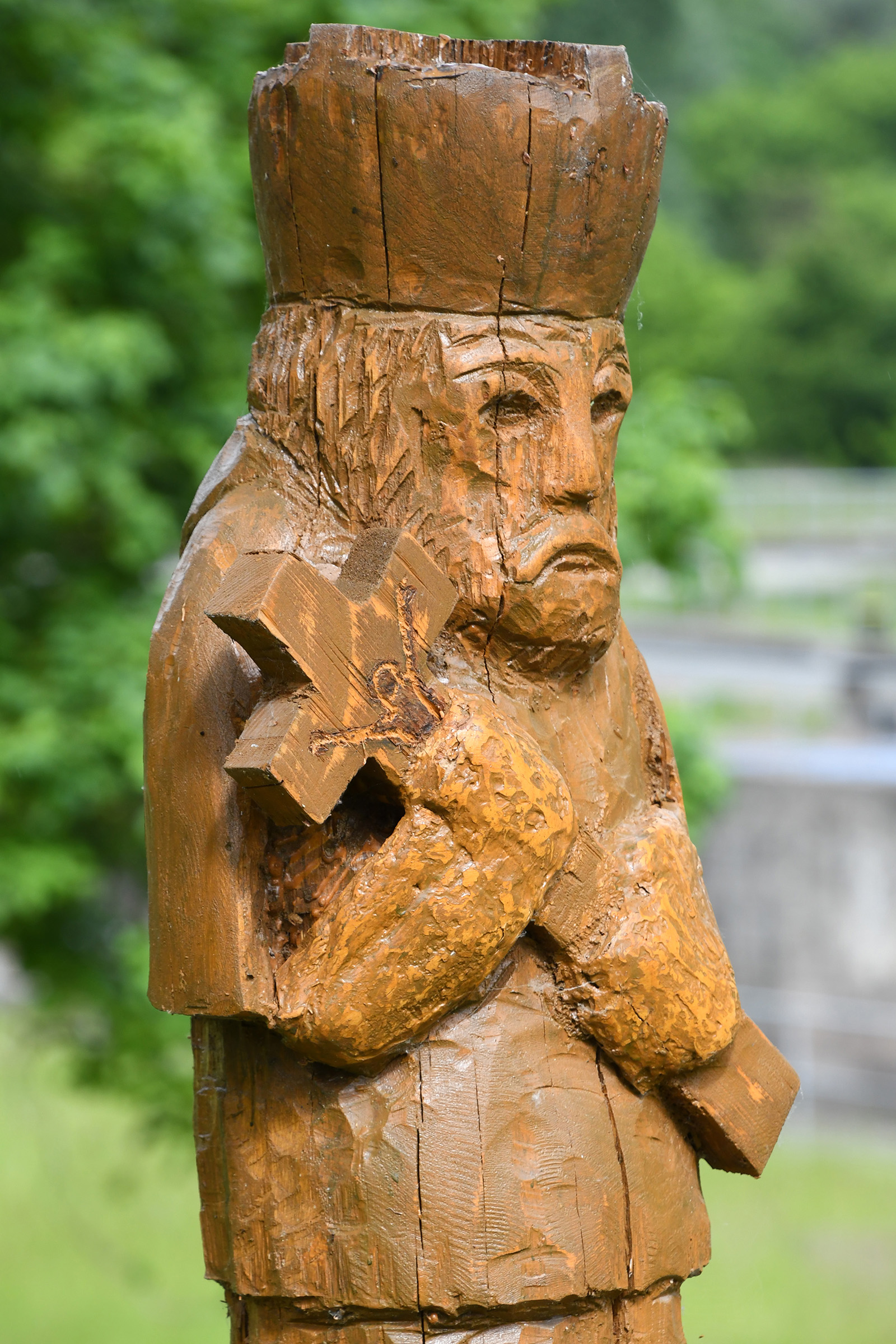
Nepomuki-Szent-János-Statue

## Wirtschaft
Bogyiszló ist für den Anbau von Paprika berühmt. Weitere Wirtschaftszweige sind die Fischerei und die Forstwirtschaft.

## Verkehr
Bogyiszló ist nur über die Landstraße Nr. 5116 zu erreichen. Es bestehen Busverbindungen über Tolna nach Szekszárd. Die nächstgelegenen Bahnhöfe befinden sich in Tolna-Mözs und in Szekszárd.